# Allison Miller
Allison Miller (Roma; 2 de septiembre de 1985) es una actriz estadounidense nacida en Italia, reconocida internacionalmente por su papel como la Princesa Michelle Benjamin en la serie de televisión Kings.
Actualmente encarna a Skye en la serie Terra Nova.

## Biografía

### Primeros años
Allison es hija de Margo y John Winn Miller, un periodista estadounidense que fue corresponsal de Associated Press en Roma durante cuatro años. Allí nació y vivió los primeros meses de su vida, hasta que su familia regresó a Estados Unidos. Debido a la profesión de su padre, que por entonces trabajaba en el diario The Olympian, la infancia de Allison se desarrolló entre cambios de estado, pasando por Kentucky, Pensilvania y Florida. 
Se graduó en la escuela preparatoria Maclay de Tallahassee, y posteriormente estudió en la Universidad de Florida. Su interés en la actuación la llevó a inscribirse en Young Actor's Theatre, donde hizo sus primeras armas como actriz. Más tarde se trasladaría cerca de Memphis para finalizar sus estudios en el Rhodes College. Después de eso Miller se mudó a Los Ángeles para desarrollar su carrera como actriz.

### Carrera
En 2004, y antes de mudarse a Los Ángeles, participó del reality show In Search of the New Partridge Family, donde llegó a ser una de ocho finalistas.  En 2006 consiguió su primer papel como profesional, en el cortometraje Lucy's Piano, y en los siguientes años actuó en papeles menores en reconocidas series como Cold Case, CSI: Nueva York y Desperate Housewives. 2009 trajo para Miller la oportunidad de trabajar en dos películas: Blood: The Last Vampire, un film sobre demonios y vampiros; y 17 otra vez, una comedia en la cual interpretó a Scarlett, la novia adolescente del personaje de Zac Efron. También en 2009 formó parte del elenco estable de Kings, serie vagamente basada en la vida del Rey David, donde encarnó a la Princesa Michelle Benjamin, hasta julio de ese mismo año.
En agosto de 2010 se confirmó la participación de Allison en la serie Terra Nova, producida por Steven Spielberg, en la cual da vida a Skye.
El 8 de agosto de 2012, se estrena la nueva serie Go On, en donde acompaña al actor Matthew Perry y da vida al personaje de Carrie, la asistente de Ryan King, el protagonista de la historia. En 2018, dio vida al personaje Sonya Struhl en la serie original de Netflix, Por trece razones (serie de televisión).

## Filmografía
| Filmografía | Filmografía                           | Filmografía             | Filmografía                             |
| Año         | Película/Serie                        | Papel                   | Notas                                   |
| ----------- | ------------------------------------- | ----------------------- | --------------------------------------- |
| 2004        | In Search of the New Partridge Family | Ella misma              |                                         |
| 2006        | Lucy's Piano                          | Lucy                    |                                         |
|             | General Hospital                      | Tracy                   | 1 episodio                              |
|             | Mind of Mencia                        | Chica punk              | 1 episodio                              |
|             | Cold Case                             | Violet Polley 1928-1929 | 1 episodio                              |
|             | CSI: Nueva York                       | Carensa Sanders/"Omen"  | 1 episodio                              |
|             | Desperate Housewives                  | Tanya                   | 1 episodio                              |
| 2007        | Take                                  | Vendedora de zapatos    |                                         |
| 2007-2008   | Boston Legal                          | Marlena Hoffman         | 2 episodios                             |
| 2009        | 17 Otra Vez                           | Scarlett adolescente    |                                         |
|             | Blood: The Last Vampire               | Alice Mckee             |                                         |
| 2010        | Betwixt                               | Celine Halstead         | Episodio piloto, la serie no se emitió. |
|             | Some of the Parts                     |                         |                                         |
| 2011        | Pro-Semitism: Psychotherapy           |                         |                                         |
|             | Terra Nova                            | Skye                    |                                         |
| 2012        | Go On                                 | Carrie                  | Personaje Regular                       |
| 2014        | Devil's Due                           | Samantha McCall         | Personaje Principal                     |
| 2014        | There's always Woodstock              | Catherine Brown         | Personaje Principal                     |
| 2018-2019   | A Million Little Things               | Maggie Bloom            | Personaje Principal/Psicóloga           |
| 2018        | 13 Reasons Why                        | Sonya                   | Abogada (temporada 2)                   |